# Частота подростковой беременности в странах мира
Развитые и развивающиеся страны значительно различаются по частоте подростковой беременности.
Отчёт благотворительной организации «Помощь детям» выявил, что ежегодно (2004) в мире у женщин моложе 20 лет рождаются 13 млн детей (из порядка 130 млн родов в год). Более 90 % этих родов происходят у жителей развивающихся стран.
По данным Всемирной организации здравоохранения (2012), каждый год становятся матерями порядка 16 миллионов девушек в возрасте от 15 до 19 лет и 2 миллиона младше 15 лет.

## Промышленно развитые страны

Коэффициент подростковой рождаемости у женщин в возрасте 10-19 лет по состоянию на 2016 год

Среди развитых стран ОЭСР США и Новая Зеландия имеют наивысший уровень подростковой беременности, а Япония и Южная Корея — наименьший. В экономически развитых областях Северной Америки и Западной Европы подростки-родители, как правило, не состоят в браке, и беременность молодых людей рассматривается как социальная проблема.
| Страна         | частота родов | частота абортов | объединённая частота |
| -------------- | ------------- | --------------- | -------------------- |
| Нидерланды     | 7,7           | 3,9             | 11,6                 |
| Испания        | 7,5           | 4,9             | 12,4                 |
| Италия         | 6,6           | 6,7             | 13,3                 |
| Греция         | 12,2          | 1,3             | 13,5                 |
| Бельгия        | 9,9           | 5,2             | 15,1                 |
| Германия       | 13,0          | 5,3             | 18,3                 |
| Финляндия      | 9,8           | 9,6             | 19,4                 |
| Франция        | 9,4           | 13,2            | 22,6                 |
| Дания          | 8,2           | 15,4            | 23,6                 |
| Швеция         | 7,7           | 17,7            | 25,4                 |
| Норвегия       | 13,6          | 18,3            | 31,9                 |
| Чехия          | 20,1          | 12,4            | 32,5                 |
| Исландия       | 21,5          | 20,6            | 42,1                 |
| Словакия       | 30,5          | 13,1            | 43,6                 |
| Австралия      | 20,1          | 23,9            | 44                   |
| Канада         | 22,3          | 22,1            | 44,4                 |
| Великобритания | 29,6          | 21,3            | 50,9                 |
| Новая Зеландия | 33,4          | 22,5            | 55,9                 |
| Венгрия        | 29,9          | 30,2            | 60,1                 |
| США            | 55,6          | 30,2            | 85,8                 |

### Частота подростковых родов

Коэффициент подростковой рождаемости на 1000 женщин в возрасте 15-19 лет по состоянию на 2016 год

| Страна                   | Частота подростковых родов на 1000 женщин в возрасте 15—19 лет |
| ------------------------ | -------------------------------------------------------------- |
| Республика Корея         | 1                                                              |
| Макао                    | 2                                                              |
| Швейцария                | 3                                                              |
| Гонконг                  | 3                                                              |
| Сингапур                 | 3                                                              |
| Словения                 | 4                                                              |
| Япония                   | 4                                                              |
| Нидерланды               | 4                                                              |
| Дания                    | 4                                                              |
| Кипр                     | 4                                                              |
| Люксембург               | 4                                                              |
| Бельгия                  | 4                                                              |
| Франция                  | 5                                                              |
| Италия                   | 5                                                              |
| Норвегия                 | 5                                                              |
| Швеция                   | 5                                                              |
| ОАЭ                      | 5                                                              |
| Финляндия                | 6                                                              |
| Исландия                 | 6                                                              |
| Ливия                    | 6                                                              |
| Эстония                  | 6                                                              |
| Ирландия                 | 7                                                              |
| Греция                   | 7                                                              |
| Австрия                  | 7                                                              |
| Саудовская Аравия        | 7                                                              |
| Мальдивы                 | 7                                                              |
| Испания                  | 7                                                              |
| Кувейт                   | 8                                                              |
| Германия                 | 8                                                              |
| Португалия               | 8                                                              |
| Китай                    | 8                                                              |
| Канада                   | 8                                                              |
| Хорватия                 | 8                                                              |
| Тунис                    | 8                                                              |
| Черногория               | 8                                                              |
| Босния и Герцеговина     | 9                                                              |
| Израиль                  | 9                                                              |
| Бруней                   | 9                                                              |
| Катар                    | 9                                                              |
| Литва                    | 10                                                             |
| Алжир                    | 10                                                             |
| Польша                   | 10                                                             |
| Австралия                | 11                                                             |
| Индия                    | 11                                                             |
| Чехия                    | 12                                                             |
| Великобритания           | 12                                                             |
| Мальта                   | 12                                                             |
| Оман                     | 12                                                             |
| Микронезия               | 13                                                             |
| Беларусь                 | 13                                                             |
| Бахрейн                  | 13                                                             |
| Малайзия                 | 14                                                             |
| Сербия                   | 14                                                             |
| Ливан                    | 14                                                             |
| Тонга                    | 14                                                             |
| Новая Каледония          | 14                                                             |
| Северная Македония       | 15                                                             |
| Кирибати                 | 15                                                             |
| Латвия                   | 15                                                             |
| США                      | 17                                                             |
| Бутан                    | 18                                                             |
| Новая Зеландия           | 18                                                             |
| Джибути                  | 18                                                             |
| Россия                   | 19                                                             |
| Албания                  | 20                                                             |
| Аруба                    | 20                                                             |
| Армения                  | 20                                                             |
| Шри-Ланка                | 20                                                             |
| Молдова                  | 22                                                             |
| Украина                  | 22                                                             |
| Самоа                    | 23                                                             |
| Туркменистан             | 24                                                             |
| Турция                   | 25                                                             |
| Венгрия                  | 25                                                             |
| Узбекистан               | 25                                                             |
| Маврикий                 | 25                                                             |
| Иордания                 | 26                                                             |
| Словакия                 | 26                                                             |
| Виргинские Острова (США) | 26                                                             |
| Гренада                  | 27                                                             |
| Кюрасао                  | 27                                                             |
| Вьетнам                  | 27                                                             |
| Пуэрто-Рико              | 28                                                             |
| Мьянма                   | 28                                                             |
| Багамские Острова        | 28                                                             |
| Тринидад и Тобаго        | 29                                                             |
| Барбадос                 | 29                                                             |
| Казахстан                | 29                                                             |
| Гуам                     | 30                                                             |
| Марокко                  | 30                                                             |
| Восточный Тимор          | 31                                                             |
| Монголия                 | 32                                                             |
| Кыргызстан               | 32                                                             |
| Румыния                  | 35                                                             |
| Сирия                    | 37                                                             |
| Пакистан                 | 38                                                             |
| Французская Полинезия    | 38                                                             |
| Руанда                   | 39                                                             |
| Болгария                 | 39                                                             |
| Сент-Люсия               | 39                                                             |
| Чили                     | 39                                                             |
| Иран                     | 41                                                             |
| Антигуа и Барбуда        | 41                                                             |
| Земля                    | 42                                                             |
| Грузия                   | 44                                                             |
| Таиланд                  | 44                                                             |
| Ботсвана                 | 45                                                             |
| Индонезия                | 46                                                             |
| Сент-Винсент и Гренадины | 47                                                             |
| Вануату                  | 48                                                             |
| Эритрея                  | 49                                                             |
| Фиджи                    | 49                                                             |
| Ямайка                   | 50                                                             |
| Гаити                    | 50                                                             |
| Государство Палестина    | 51                                                             |
| Камбоджа                 | 51                                                             |
| Папуа — Новая Гвинея     | 51                                                             |
| Куба                     | 51                                                             |
| Коста-Рика               | 52                                                             |
| Египет                   | 52                                                             |
| Бурунди                  | 54                                                             |
| Перу                     | 55                                                             |
| Филиппины                | 55                                                             |
| Бразилия                 | 57                                                             |
| Южный Судан              | 57                                                             |
| Азербайджан              | 57                                                             |
| Судан                    | 58                                                             |
| Уругвай                  | 58                                                             |
| Таджикистан              | 58                                                             |
| Йемен                    | 58                                                             |
| Мексика                  | 59                                                             |
| Суринам                  | 60                                                             |
| Намибия                  | 60                                                             |
| Сейшельские Острова      | 60                                                             |
| Афганистан               | 61                                                             |
| Аргентина                | 62                                                             |
| Коморы                   | 63                                                             |
| Боливия                  | 63                                                             |
| Эфиопия                  | 63                                                             |
| Непал                    | 64                                                             |
| Колумбия                 | 64                                                             |
| Лаос                     | 64                                                             |
| Гана                     | 65                                                             |
| Белиз                    | 68                                                             |
| Сальвадор                | 68                                                             |
| ЮАР                      | 68                                                             |
| Мавритания               | 68                                                             |
| Гватемала                | 69                                                             |
| Сенегал                  | 69                                                             |
| Парагвай                 | 70                                                             |
| Гондурас                 | 71                                                             |
| Гайана                   | 71                                                             |
| Кабо-Верде               | 72                                                             |
| Ирак                     | 72                                                             |
| Кения                    | 73                                                             |
| Эсватини                 | 74                                                             |
| Эквадор                  | 78                                                             |
| Соломоновы Острова       | 79                                                             |
| Панама                   | 80                                                             |
| Зимбабве                 | 80                                                             |
| Никарагуа                | 82                                                             |
| Бангладеш                | 82                                                             |
| Бенин                    | 82                                                             |
| Венесуэла                | 85                                                             |
| Того                     | 88                                                             |
| Габон                    | 91                                                             |
| Доминиканская Республика | 92                                                             |
| Сан-Томе и Принсипи      | 92                                                             |
| Лесото                   | 92                                                             |
| Сомали                   | 95                                                             |
| Буркина-Фасо             | 100                                                            |
| Камерун                  | 101                                                            |
| Гвинея-Бисау             | 102                                                            |
| Нигерия                  | 104                                                            |
| Мадагаскар               | 106                                                            |
| Сьерра-Леоне             | 108                                                            |
| Республика Конго         | 110                                                            |
| Уганда                   | 113                                                            |
| Кот-д’Ивуар              | 115                                                            |
| Танзания                 | 115                                                            |
| Замбия                   | 116                                                            |
| ДР Конго                 | 121                                                            |
| ЦАР                      | 125                                                            |
| Гвинея                   | 131                                                            |
| Малави                   | 132                                                            |
| Либерия                  | 135                                                            |
| Мозамбик                 | 144                                                            |
| Ангола                   | 145                                                            |
| Экваториальная Гвинея    | 151                                                            |
| Чад                      | 155                                                            |
| Мали                     | 165                                                            |
| Нигер                    | 180                                                            |

## Развивающиеся страны
В развивающихся странах, напротив, родители подросткового возраста часто состоят в браке и, возможно, их беременность приветствуется семьёй и обществом. Однако в таких обществах ранняя беременность может сочетаться с недостаточным питанием и низким уровнем здравоохранения, тем самым служа причиной возникновения медицинских проблем. Ведущая причина смертности среди женщин в возрасте от 15 до 19 лет в этих странах — осложнения беременности и родов.

## Африка
В Африке, как правило, женщины выходят замуж намного раньше, чем женщины в других частях света, приводя к возникновению более ранних беременностей.
В 1996 году самая высокая частота подростковой беременности в мире — 143 на 1000 женщин в возрасте 15—19 лет — отмечена в странах Африки южнее Сахары.. Согласно обследованию состояния здоровья и демографии, в 1992 году в Нигере 47 % женщин в возрасте 20—24 лет вступили в брак ранее 15 лет, а 87 % — ранее 18 лет. Из числа обследованных 53 % родили ребёнка ранее 18 лет. В 2002 году частота подростковой беременности в странах Африки составила 233 на 1000 женщин в возрасте 15—19 лет.
Отчёт благотворительной организации «Помощь детям» выявил 10 стран, в которых материнство несло наибольшие риски для молодых женщин и их детей. Из них 9 были странами южнее Сахары, а Нигер, Либерия и Мали были нациями, где молодые женщины подвергались наибольшему риску. В этих странах с высоким риском более, чем одна из шести девочек-подростков в возрасте между 15 и 19 годами рожали ежегодно, а приблизительно один ребёнок из семи детей, рождённых от этих подростков, умирал, не достигнув одного года.

## Азия
На Индийском субконтиненте секс до вступления в брак редок, но ранние замужества иногда означают подростковую беременность. Частота ранних браков намного выше в сельских областях, чем в городских. Показатели плодовитости в Южной Азии колеблются от 71 до 119 на 1000 женщин в возрасте 15—19 лет. 30 % из общего количества вызванных абортов производятся у женщин моложе 20 лет.
Другие части Азии показали тенденцию по направлению к увеличению возраста вступления в брак для обоих полов. В промышленно развитых азиатских нациях, таких как Южная Корея и Сингапур, вступление в брак ранее 20 лет почти исчезло, и, хотя распространённость половых сношений до вступления в брак возросла, частота подростковой беременности низкая: показатели частоты родов, 4—8 на 1000 женщин, среди самых низких в мире.
Частота ранних вступлений в брак и беременности резко снизилась в Индонезии и Малайзии, однако остаётся высокой по сравнению с остальной Азией. Обследования в Таиланде установили, что значительное меньшинство не вступивших в брак подростков активны в половом отношении. Хотя секс до заключения брака считается нормальным поведением для мужчин, особенно при наличии проституток, он не всегда допускается для женщин. Большинство таиландской молодёжи сообщает, что их первый половой опыт, в браке или вне брака, был без противозачаточных средств. Показатель плодовитости подростков в Таиланде сравнительно высокий, составляя 60 на 1000 женщин. 25 % женщин, поступающих в госпитали Таиланда по поводу осложнений, вызванных абортом, являются студентками. Правительство Таиланда предприняло меры для информирования молодёжи страны о предупреждении инфекций, передаваемых половым путём и незапланированной беременности. По данным ВОЗ в нескольких азиатских странах, включая Бангладеш и Индонезию, значительная доля (26—37 %) случаев смертей среди подростков женского пола можно связать с материнством.

## Европа
Основная тенденция в Европе с 1970 года состояла в уменьшении общего показателя плодовитости, в увеличении возраста, в котором женщины рожают в первый раз, в уменьшении количества родов среди подростков. Большинство континентальных стран Западной Европы имеют очень низкие показатели частоты подростковых родов. Это в разной степени связано с хорошим половым просвещением и высокими уровнями применения контрацептивов (в Нидерландах и Скандинавии), традиционными ценностями и социальным презрением (в Испании) или с тем и другим (в Италии и Швейцарии).
В прошлом подростки-матери в Европе имели тенденцию к вступлению в брак, и, следовательно, воспринимались меньшей социальной проблемой. Некоторые страны, такие как Греция и Польша, сохраняют принятую модель отношения к родам вступивших в брак матерей в конце их подросткового периода.
Возможна широкая вариация показателей частоты подростковой беременности в пределах одной и той же страны. Так, в 2002 году в Великобритании частота подростковой беременности достигала 100,4 на 1000 молодых женщин в районе Ламбет Лондона, тогда как этот показатель был всего 20,2 на 1000 жителей в районе местной администрации Ратлэнд в Центральных графствах Мидлэндс. В Италии частота родов среди подростков в центральных областях всего 3,3 на 1000 женщин, а в Южной Италии равна 10,0 на 1000.
Почти всегда частота подростковых родов связана с употреблением алкоголя и наркотиками.
По данным 13 наций Европейского союза, женщины, которые родили, будучи подростками, в два раза чаще будут жить в нищете, чем те, которые откладывают рождение ребёнка на возраст старше 20 лет.

### СтраныСредиземноморья
В Италии и Испании регистрируется низкая частота подростковой беременности (в 2002 году в обеих странах — 6 родов на 1000 женщин в возрасте 15—19 лет), что можно отнести к высокому авторитету традиционных ценностей и наложению общественного позора. Также эти страны имеют низкие показатели абортов (ниже, чем в Швеции и в других скандинавских странах), их показатели частоты подростковой беременности среди самых низких в Европе. Португалия, с другой стороны, имеет относительно высокий процент подростковой беременности (в 2002 году — 17 родов на 1000 женщин в возрасте 15—19 лет).

### Скандинавские страны
Скандинавские страны, такие, как Дания и Швеция, также имеют низкие показатели частоты подростковых родов (в 2002 году обе имели 7 родов на 1000 женщин в возрасте 15—19 лет). С другой стороны, частота родов в Норвегии несколько выше (в 2002 году — 11 родов на 1000 женщин в возрасте 15—19 лет), а Исландия имеет частоту родов 19 на 1000 женщин в возрасте 15—19 (почти столько же в Великобритании). Эти страны имеют показатели частоты абортов, которые выше, чем таковые в Нидерландах.

### Великобритания
Великобритания демонстрирует один из самых высоких показателей частоты родов в Европе, когда в 2006 году частота подростковых родов составила 26,4 на 1000 женщин в возрасте 15—19 лет, что несколько ниже показателя 27,9 родов в 2001 году Эта страна также имеет более высокую частоту абортов, чем большинство европейских стран. Из молодых британцев, сообщивших о половом сношениях в подростковом возрасте, 80 % не применяли никакую форму контрацепции, а половина из лиц моложе 16 лет и одна треть в возрасте от 16 до 19 лет не пользовались никаким противозачаточным средством при первом половом сношении. 10 % британских матерей-подростков состоят в браке.
Британское правительство и британская пресса рассматривают подростковую беременность как предмет заботы.

### Нидерланды
В 2002 году в Нидерландах отмечена низкая частота родов и абортов среди подростков (5 родов на 1000 женщин в возрасте 15—19 лет). Сравнивая со странами с более высокими показателями частоты подростковых родов, голландцы демонстрируют более высокий средний возраст первого полового сношения и более высокие уровни использования противозачаточных средств (включая «двойной голландский» метод применения гормональной контрацепции и презерватива).

### Россия
На 2010 год — около 50 беременностей в возрасте 15—19 лет на 1000 женщин.

## Северная Америка

### США
В 1950-х годах частота подростковых родов в США уже была высокой и с того времени снизилась, хотя количество родов вне брака возросло. Так, в 1990 году частота родов составляла 61,8, частота беременности — 116,9 на 1000. Частота подростковой беременности значительно снизилась в 1990-х годах. Этот спад отмечен во всех расовых группах, но подростки-афроамериканцы и подростки испанского происхождения сохраняют более высокую частоту по сравнению с американцами европейского и азиатского происхождения. Институт Гутмахера приблизительно 25 % этого спада отнёс на долю полового воздержания и 75 % — на эффективное применение средств контрацепции. Однако в 2006 году впервые за 14 лет частота подростковых родов возросла. Это могло бы подразумевать, что показатели частоты подростковой беременности также на подъёме, но отмеченный подъём может быть связан с другими источниками: например, с возможным уменьшением количества абортов или уменьшением количества выкидышей.
В 2002 году в США отмечено 53 подростковых родов на 1000 женщин в возрасте 15—19 лет, наивысшее среди развитых стран. Если все беременности, включая те, которые закончились абортом или выкидышем, принять во внимание, то в 2000 году общая частота беременностей составила величину 75,4 на 1000 женщин-подростков. Штат Невада и округ Колумбия имеют самые высокие показатели частоты подростковой беременности в США, тогда как штат Северная Дакота имеет самый низкий. Более 80 % подростковых беременностей в США непреднамеренные. Приблизительно одна треть подростковой беременностей заканчивается абортом, одна треть — спонтанным выкидышем, одна треть — продолжается с сохранением ребёнка. Но эта тенденция уменьшается. Часто внутри США подростковая беременность вовлекается в политическую борьбу. Цель ограничения подростковой беременности разделяют республиканцы и демократы, но подходы к её уменьшению у них отличаются. Многие демократы выдвигают подростковую беременность как свидетельство сохраняющейся потребности в установлении контроля над рождаемостью и абортами, а республиканцы — как необходимость возврата к консервативным ценностям, имея в виду половое воздержание. Отмечена обратная связь между подростковой беременностью и качеством просвещения в том или ином штате. Хотя и слабая, но отмечена положительная связь между частотой подростковой беременности в городах и средней летней ночной температурой, особенно на юге США.

### Канада
По данным Статистического управления Канады в период между 1992 и 2002 годами в этой стране частота подростковой беременности и подростковых родов также приобрела тенденцию к устойчивому снижению для младших подростков (15—17 лет) и для более старших подростков (18—19 лет). В 2002 году частота подростковых родов в Канаде равнялась 16 на 1000, а частота подростковой беременности составляла 33,9. Самые высокие уровни частоты подростковой беременности отмечаются в небольших городах, расположенных в сельских районах полуостровного Онтарио.

## Примечание
1. 1 2  Mayor S (2004). Pregnancy and childbirth are leading causes of death in teenage girls in developing countries. BMJ. 328 (7449): 1152. doi:10.1136/bmj.328.7449.1152-a. PMC 411126. PMID 15142897. Архивировано 25 мая 2017. Дата обращения: 29 января 2023.
2. ↑  Ольга Борисова. Эпидемия подростковых беременностей: рожает каждая пятая. www.medikforum.ru. Дата обращения: 29 января 2023. Архивировано 29 января 2023 года.
3. ↑  Adolescent birth rate in women aged 10-19 years. Our World in Data. Дата обращения: 15 февраля 2020. Архивировано 23 апреля 2021 года.
4. ↑  http://www.nationmaster.com/graph/peo_tee_bir_rat-people-teenage-birth-rate Архивная копия от 2 августа 2009 на Wayback Machine, which cites http://www.unicef-irc.org/cgi-bin/unicef/Lunga.sql?ProductID=328 Архивная копия от 21 октября 2010 на Wayback Machine
5. 1 2 3  UNICEF (July 2001) (PDF). A league table of teenage births in rich nations. Innocenti Report Card № 3. UNICEF Innocenti Research Centre, Florence. http://www.unicef-irc.org/publications/pdf/repcard3e.pdf Архивная копия от 2 июля 2019 на Wayback Machine.
6. ↑  UNICEF. A league table of teenage births in rich nations (неопр.). — UNICEF Innocenti Research Centre, Florence, 2001. — July (т. Innocenti Report Card № 3). Архивировано 2 июля 2019 года.
7. ↑  Adolescent birth rate per 1,000 women aged 15-19. Our World in Data. Дата обращения: 15 февраля 2020. Архивировано 18 августа 2021 года.
8. ↑  Источник. Дата обращения: 4 сентября 2021. Архивировано 23 февраля 2022 года.
9. ↑  Treffers, P.E. (November 22, 2003). Teenage pregnancy, a worldwide problem. Nederlands tijdschrift voor geneeskunde, 147(47), 2320-5.
10. ↑  Locoh, Therese. (2000). «Early Marriage And Motherhood In Sub-Saharan Africa.» WIN News.
11. ↑  Locoh, Therese. (2000). «Early Marriage And Motherhood In Sub-Saharan Africa». WIN News
12. 1 2 3 4 5 6 7 8 9  Indicator: Births per 1000 women (15—19 years) — 2002 UNFPA, State of World Population 2003.
13. ↑  Pregnancy and childbirth are leading causes of death in teenage girls in developing countries
14. 1 2  Mehta, Suman, Groenen, Riet, & Roque, Francisco. United Nations Social and Economic Commission for Asia and the Pacific. (1998). Adolescents in Changing Times: Issues and Perspectives for Adolescent Reproductive Health in The ESCAP Region.
15. ↑  UNICEF. (2001). A League Table of Teenage Births in Rich Nations.
16. ↑  Social Trends 38, Chapter 2, pp. 23.
17. ↑  «Census 2001 People aged 16—29» // Office For National Statistics
18. ↑  Уровень подростковых беременностей Архивная копия от 26 декабря 2012 на Wayback Machine Демоскоп Weekly № 535—536 10 — 31 декабря 2012
19. ↑  Guttmacher Institute: Home Page. Дата обращения: 30 июля 2009. Архивировано 30 июня 2009 года.
20. 1 2  Wind, Rebecca. The Guttmacher Institute. (February 19, 2004). «U.S. Teenage Pregnancy Rate Drops For 10th Straight Year».
21. ↑  Wind, Rebecca. The Guttmacher Institute. (February 19, 2004).
22. ↑  U.S. Teenage Pregnancy Rate Drops For 10th Straight Year.
23. ↑  National Vital Statistics Reports Volume 57, Number 7. Births: Final Data for 2006 (англ.). Дата обращения: 29 января 2023. Архивировано 15 апреля 2011 года.
24. ↑  J. Joseph Speidel, Cynthia C. Harper, and Wayne C. Shields (September 2008). «The Potential of Long-acting Reversible Contraception to Decrease Unintended Pregnancy». Contraception. http://www.arhp.org/publications-and-resources/contraception-journal/september-2008 Архивировано 18 июля 2012 года.
25. ↑  Strasburger, Victor C. (2007) Teen Pregnancy Rates in the USA Cool Nurse, MD University of New Mexico School of Medicine.
26. ↑  Составитель Savageau, 1993—1995 годы.
27. ↑  Dryburgh, H. (2002). Teenage pregnancy. Health Reports, 12 (1), 9-18; Statistics Canada. (2005). Health Indicators, 2005, 2 // Facts and Statistics: Sexual Health and Canadian Youth — Teen Pregnancy Rates.
28. ↑  Dryburgh, H. (2002). Teenage pregnancy. Health Reports, 12 (1), 9-18; Statistics Canada. (2005). Health Indicators, 2005, 2 // Facts and Statistics: Sexual Health and Canadian Youth — Teen Pregnancy Rates